# 崔鉴
崔鉴（？—？），字神具，博陵郡安平县（今河北省衡水市安平县）人，出自博陵崔氏的博陵大房，北魏官员。

## 生平
崔鉴很有文学才能，从中书博士转任侍郎，在延兴年间受到诏令出使齐州，观察当地的风俗习惯，代理兖州刺史，以功劳被赐予桐庐县子的爵位。当时尚书李受到魏献文帝拓跋弘宠信，与赵黑一起掌管选部。李奏请任命中书侍郎崔鉴为东徐州刺史，北部主书郎公孙处显为荆州刺史，选部监公孙蘧为幽州刺史，声称他们有才能，实际上是李有私心。赵黑憎恶李损害了选拔任用官员的规矩，就和他在殿前争辩起来：“凭功劳授予官职，依爵位给予俸禄，这是国家固有的制度。中书侍郎、尚书主书郞、诸曹监，其功劳和能力兼有，授予官职也不超过太守，现在李把他们都任用为一州刺史，臣实在对此疑惑。”魏献文帝犹豫不决，就说：“那就暂不考虑公孙蘧。”崔鉴外任奋威将军、东徐州刺史。崔鉴想要新归附北魏的百姓愉快安定，百姓中的年老者，崔鉴上表请求给予他们非正式的太守、县令职务，皇帝下令采纳了他的意见。崔鉴又在东徐州境内冶炼铜器铸造农具，军民都获得好处。崔鉴去世后，朝廷赠予冠军将军、青州刺史、安平侯，谥号康。

## 其他
陆叡娶崔鉴的女儿，当时魏孝文帝元宏还没有更改鲜卑人的姓名，陆叡原名伏鹿孤贺鹿浑，崔鉴对亲近的人说：“平原王才能和气度不错，但可惜姓名太过重复。”

## 家族

### 六世祖
- 崔赞，曹魏尚书仆射

### 五世祖
- 崔洪，西晋吏部尚书

### 曾祖
- 崔懿，前燕秘书监

### 祖父
- 崔遭，北魏钜鹿县县令

### 父亲
- 崔绰，北魏博陵郡功曹

### 夫人
- 宋氏[7][8]

### 兄弟
- 崔檦，北魏代理博陵郡太守

### 子女
- 崔合，北魏常山郡太守、桐庐县子
- 崔秉，北魏骠骑大将军、仪同三司、散骑常侍、左光禄大夫
- 崔习，北魏河东郡太守
- 崔氏，嫁北魏散骑常侍、征北大将军、定州刺史、钜鹿郡公陆叡[5][6]

## 延伸阅读
[在维基数据编辑]
 《魏書·卷49》，出自魏收《魏书》
 《北史·卷032》，出自李延壽《北史》